# Gondos bocsok – Szíves, színes bocsok
A Szíves színes bocsok (eredeti cím: The Care Bears Movie) 1985-ben bemutatott kanadai–amerikai rajzfilm, amelyet Arna Selznick rendezett. Az animációs játékfilm producerei Michael Hirsh, Patrick Loubert és Clive A. Smith. A forgatókönyvet Peter Sauder írta, a zenéjét Patricia Cullen szerezte. A mozifilm a Nelvana Limited és az LBS Communications gyártásában készült, az Astral Films forgalmazásában. Műfaja zenés kalandos fantasy filmvígjáték. The Samuel Goldwyn Company.
Amerikában 1985. március 29-én, Magyarországon 1989. szeptember 21-én mutatták be a mozikban, később 1991 decemberében adták ki VHS-en a Gordiusz gondozásában.

## Szereplők

### Gondos bocsok
- Szirmocska / Barát bocs – Barackszínű gondos bocs lány, hasán két szál virág.
- Nemlocsog / Titok bocs – Narancssárga gondos bocs lány, hasán szív alakú lakat.
- Csupa szív / Gyengédszívű bocs – Barna színű gondos bocs, hasán piros szív.
- Morcika / Morgó bocs – Sötét kék morgó gondos bocs, hasán esőfelhő.
- Szerencske / Szerencse bocs – Zöld színű gondos bocs, hasán lóhere.
- Szülinapi bocs – Aranysárga gondos bocs, hasán rózsaszín muffin, gyertyával.
- Szörpike / Osztozó bocs – Levendula színű gondos bocs lány, hasán fagylalt kehely.
- Üstökös / Kíván bocs – Türkiz kék gondos bocs lány, hasán hullócsillag.
- Nagybajnok / Bajnok bocs – Citromsárga gondos bocs, hasán kupa szívvel.
- Holdacska / Álomhozó bocs – Kék gondos bocs, hasán alvó hold.
- Napocska / Móka bocs – Sárga gondos bocs, hasán nap.
- Szivárvány / Vidám bocs – Rózsaszín gondos bocs lány, hasán szivárvány.
- Kicsiszív / Kedves bocs – Rózsaszín gondos bocs lány, hasán piros szív és rózsaszín szív.
- Mamackó / Nanús medve – Szürke nőstény gondos bocs, hasán rózsaszín rózsa, sárga masnival.
- Kis Pacsi / Teli kisbocs – Világos kék gondos bocs, hasán csillag zsákból.
- Kis Puszi / Meli kisbocs – Rózsaszín gondos bocs lány, hasán csillag szívből.

### Gondos unokatesók
- Hősi Leo / Bátor – Narancssárga oroszlán, hasán koronás szív.
- Maki – Barna majom, hasán party dekorációs szív.
- Kényelmes szív / Pici – Lila pingvin lány, hasán szív sapkával.
- Trombi / Lelkes  – Rózsaszínű elefánt lány, hasán szív a mérlegsúlyon.
- Fülci – Világos kék színű nyuszi lány, hasán szárnyas szív.
- Fényes szív / Tudós – Lila mosómedve, hasán szív alakú villanykörte.
- Fenséges szív – Kék kutya, hasán piros szív medállal.
- Büszke szív – Narancssárga cicalány, hasán rózsaszín csillag és a közepén szív.
- Nemes szív – Zöld bárány lány, hasán csipkézett szívpárna.
- Mulatság szív – Narancssárga malac lány, hasán egy tölcsér, fagylalttal és a tetején szív.

### Emberek
- Nicholas – Szőke hajú fiú, a Nagy Fetuccini segédje, Kim férje.
- Kim – Szőke hajú lány, Jason nővére, Nicholas felesége.
- Jason – Barna hajú fiú, Kim öccse.
- Nagy Fetuccini – A világ leghíresebb művésze, Nicholas főnöke.

### Szellem
- Gonosz Szellem – Egy gonosz nőnemű zöld bőrfejű szellem.

## Magyar hangok
| Szereplő        | Magyar hang                              | Leírás                                                             |
| --------------- | ---------------------------------------- | ------------------------------------------------------------------ |
| Nicholas        | Józsa Imre                               | Szőke hajú fiú, a Nagy Fetuccini segédje.                          |
| Kim             | Hűvösvölgyi Ildikó                       | Szőke hajú lány, Jason nővére.                                     |
| Jason           | Bolba Tamás                              | Barna hajú fiú, Kim öccse.                                         |
| Nagy Fetuccini  | Kránitz Lajos                            | A világ leghíresebb bűvésze.                                       |
| Gonosz Szellem  | Schubert Éva                             | Egy nőnemű zöld bőrfejű szellem.                                   |
| Szirmocska bocs | Götz Anna                                | Barackszínű gondos bocs lány, hasán két száll virág.               |
| Nemlocsog bocs  | Straub Dezső                             | Narancssárga gondos bocs lány, hasán szív alakú lakat.             |
| Csupa szív bocs | Gyabronka József                         | Barna színű gondos bocs, hasán piros szív.                         |
| Hősi Leo        | Szombathy Gyula                          | Narancssárga oroszlán, hasán koronás szív.                         |
| Maki            | Lippai László                            | Barna majom, hasán party dekorációs szív.                          |
| Morcika bocs    | Maros Gábor                              | Sötét kék morgó gondos bocs, hasán esőfelhő.                       |
| Szerencske bocs | Incze Ildikó                             | Zöld színű gondos bocs, hasán lóhere.                              |
| Pici            | Szilvássy Annamária                      | Lila pingvin lány, hasán szív sapkával.                            |
| Lelkes          | Vogt Károly                              | Rózsaszínű elefánt lány, hasán szív a mérlegsúlyon.                |
| Fülci           | Farkasinszky Edit                        | Világos kék színű nyuszi lány, hasán szárnyas szív.                |
| Fényes szív     | Kautzky Armand                           | Lila mosómedve, hasán szív alakú villanykörte.                     |
| Szülinapi bocs  | Kocsis Judit                             | Aranysárga gondos bocs, hasán rózsaszín muffin, gyertyával.        |
| Szörpike bocs   | Halász Aranka                            | Levendula színű gondos bocs, hasán fagylalt kehely.                |
| Üstökös bocs    | Dózsa László                             | Türkiz kék gondos bocs lány, hasán hullócsillag.                   |
| Nagybajnok bocs | Lesznek Tibor                            | Citromsárga gondos bocs, hasán kupa szívvel                        |
| Holdacska bocs  | Kassai Károly                            | Kék gondos bocs, hasán alvó hold.                                  |
| Szivárvány bocs | Málnai Zsuzsa                            | Rózsaszín gondos bocs, hasán szivárvány.                           |
| Kicsiszív bocs  | Málnai Zsuzsa                            | Rózsaszín gondos bocs lány, hasán piros szív és rózsaszín szív.    |
| Napocska bocs   | Papp Ágnes                               | Sárga gondos bocs, hasán nap.                                      |
| Nemes szív      | Bajza Viktória                           | Zöld bárány lány, hasán csipkézett szívpárna.                      |
| Mamackó         | Bencze Ilona                             | Szürke nőstény gondos bocs, hasán rózsaszín rózsa, sárga masnival. |
| Kis Pacsi bocs  | Szokol Péter                             | Világos kék gondos bocs, hasán csillag zsákból.                    |
| Kis Puszi bocs  | Kökényessy Ági                           | Rózsaszín gondos bocs lány, hasán csilla szívből.                  |
| Gyerekek        | Simonyi Balázs Somlai Edina Csondor Kata | Nicholas és Kim gyerekei.                                          |

## Betétdalok
| Magyar                 | Magyar                                                                 | Angol                    | Angol |
| Dal                    | Előadó                                                                 | Dal                      | Előadó |
| ---------------------- | ---------------------------------------------------------------------- | ------------------------ | --- |
| A tejút                | Hűvösvölgyi Ildikó                                                     | Care-a-Lot               | Carole King                                                                                                  |
| Elengedi sose félj     | Straub Dezső                                                           | Nobody Cares Like a Bear | John Sebastian                                                                                               |
| Mind szíved eped       | Hűvösvölgyi Ildikó Götz Anna Szombathy Gyula Lippai László Bolba Tamás | Home is in Your Heart    | Carole King Louise Goffin Robbie Kondor Levi Larky Harry Dean Stanton                                        |
| Tiéd lehet a győzelem  | Szombathy Gyula Lippai László Vogt Károly Götz Anna                    | The Cousin Call          | John Sebastian Chorus                                                                                        |
| Vigyázz!               | Hűvösvölgyi Ildikó Straub Dezső Gyabronka József                       | Look Out!                | Walt Woodward David Bird Becky Goldstein Susan Kross Anne Marie Prunty Christine Selbert NRBQ Tower of Power |
| Szíves bocsnak az való | Gyabronka József                                                       | In a Care Bear Family    | John Sebastian                                                                                               |
| A tejút (repríz)       | Hűvösvölgyi Ildikó                                                     | Care-a-Lot (Reprise)     | Carole King                                                                                                  |